# PAdES
PAdES (PDF長期署名、PDF Advanced Electronic Signatures) とは、高度電子署名の要件に合うようにしたポータブル・ドキュメント・フォーマット(PDF)およびISO 32000-1の拡張である。この標準仕様はETSI TS 102 778(TS:技術仕様)として欧州電気通信標準化機構(ETSI)より公開されていたが、2016年4月よりETSI EN 319 142 に置き換えられた。

## 説明
PDFおよびISO 32000-1は、これらのドキュメントに対してデジタル署名を行うフレームワークを提供しているが、PAdES(ETSI TS 102 778)はEU電子署名指令1999/93/ECの要件に合うようにPDFを使用するための詳しいプロファイルを規定している。
2016年よりEU規制 № 910/2014 eIDAS(Electronic identification and trust services)規則 が施行され、体系の刷新に伴いETSI EN 319 142が定義された。
PAdESの一つの重要な利点は、長期署名向けプロファイルで電子的に署名された文書は、使用している暗号アルゴリズムが破られたとしても長期間有効なままであるという事にある。
PAdESは数十年といった長い期間、電子的に署名された文書が利用や保管される場合があることを想定している。署名を行った時点で署名が有効であったことを確認するために、将来、任意の時刻に、文書を検証することができなければならない。この概念は長期検証(LTV: Long-Term Validation)として知られている。
PAdESの欧州規格(EN 319 142)は、EU電子署名指令の要件を満たすためのPDFの適用方法と拡張を示している。ETSIはこれらの欧州固有の要件を次のPDFの標準の改訂版であるISO 32000-2に含めるようISOにフィードバックしている。
PAdESは、ETSIの電子署名基盤技術委員会(TC ESI)により作成され、欧州連合で広く認識され、人が読むことができる文書を含まないアプリケーションに適した、他の2つの電子署名であるCAdESとXAdESの概念を補足するものである。
全てのETSI標準と同様に、PAdES、CAdESおよびXAdESの標準仕様はETSI ダウンロードページから入手できる。
電子署名は、論理的に割り当てられるか、契約文書等により割り当てられた、与えられた人に紐づき特定される識別情報を用いて、手書き署名と同等の拘束力を持ちながら、ある文書に署名する紙を必要としない方法である。これは署名者を認証するのに使えると同時に、署名後に行われたいかなる変更も発見することができる。電子署名は電子商取引、とりわけインターネット上での取引において需要な要素であることが認識されている。電子署名技術の利用可能性は既に電子ビジネスや電子政府の重要な構成要素となっている。
PDF文書については、手書きのインクによる署名が紙文書の必要な部分となるのと同じように、完全な署名を含むPDFファイルが単純な電子ファイルとして、コピー、保存および配布できるように、署名データは直接、署名されたPDF文書の中に組み込まれる。PDFの署名にはフォームフィールドのように、紙文書にあるような視覚表現も含まれている。PAdESの重要な利点は、広く利用可能なPDFソフトウェアにより広く配布できるということにある。開発やカスタマイズや特別なソフトウェアは必要としない。

## PAdES標準 (ETSI TS 102 778) (2009年7月~2016年3月)
PAdESのETSI技術仕様は5つのパートにより構成される:
- パート1: PAdES 概要 -- PAdESのフレームワークを示す文書
- パート2: PAdES Basic -- ISO 32000-1に基づくプロファイル
- パート3: PAdES Enhanced -- PAdES-BESおよびPAdES-EPESに関する規定
- パート4: PAdES Long Term -- PAdESの長期検証(LTV)プロファイル
- パート5: PAdES for XML Content -- PDFに含まれるXML文書へのXAdES署名のプロファイル

## PAdES標準 (ETSI EN 319 142) (2016年4月~)
eIDAS の技術体系のうち電子署名(ESI: Electronic Signatures and Infrastructures)を記述した ETSI TR 119 100 にCAdES, XAdES, PAdES の総論がある。
- ETSI TR 119 000 Technical Report -

Electronic Signatures and Infrastructures (ESI); The framework for standardization of signatures: overview (本書4.3.2 にESIの文書体系が掲載されている。)
- ETSI TR 119 100 Technical Report - Electronic Signatures and  Infrastructures (ESI); Guidance on the use of standards for

signature creation and validation
PAdESのは3つのパート(Part 1,2 はEN(欧州規格)、Part 3はTS(技術仕様))により構成される:
- ETSI EN 319 142-1[3]: PAdES Building blocks and PAdES baseline signatures -- PAdESの構成とベースライン署名について。ベースラインとは相互運用性を最大限にするために使用できるオプションを最小限にしたもの。
- ETSI EN 319 142-2[4]: PAdES Additional PAdES signature profiles --その他の署名プロファイルについて。

およびTSとしてPart 3が存在する。
- ETSI TS 119 142-3[5]: PAdES Document Time-stamp digital signatures (PAdES-DTS) -- 文書がある時点に存在、改ざんされていないことを証明するタイムスタンプに関する規定。本プロファイルでは文書のある時点での存在のみを保証し、署名者についての保証は提供しない。

ETSI EN 319 142-1 では以下の署名レベルを定義している。
- B-B level 短期的な利用目的の電子署名。
- B-T level B-Bにタイムスタンプ認証局のトークンを加え、文書がある時点で存在したことを証明できる。
- B-LT level B-Tに加え、証明局が存在しなくなっても文書を検証できるよう、署名当時の証明書、上位の証明書、失効データをすべて格納する。
- B-LTA level B-LTにタイムスタンプ認証局のドキュメントタイムスタンプを加えたもの。長期保存に最も適した形式。

ETSI EN 319 142-2 では以下の署名プロファイルを定義している。
- PAdES-E-BES level
- PAdES-E-EPES level
- PAdES-E-LTV level

PAdESの標準はETSIダウンロードページより無償で入手できる。